# Bulinus abyssinicus
Bulinus abyssinicus е вид коремоного от семейство Planorbidae.

## Разпространение
Видът е разпространен в Етиопия и Сомалия.